# Výkupné (film, 1996)
Výkupné (v originále Ransom) je americký akční thriller z roku 1996, který natočil režisér Ron Howard podle scénáře Richarda Price a Alexandera Ignona. Ve filmu hrají Mel Gibson, Rene Russo, Gary Sinise, Delroy Lindo, Lili Taylor, Brawley Nolte, Liev Schreiber, Donnie Wahlberg a Evan Handler. Gibson byl nominován na Zlatý glóbus za nejlepší mužský herecký výkon v kategorii filmové drama. Film se stal pátým nejvýdělečnějším filmem roku 1996 ve Spojených státech. Původní příběh pochází z epizody seriálu The United States Steel Hour z roku 1954 s názvem „Fearful Decision“. V roce 1956 jej Cyril Hume a Richard Maibaum adaptovali do podoby celovečerního filmu „Ransom!“ s Glennem Fordem, Donnou Reedovou a Leslie Nielsenem v hlavních rolích.

## Děj
Bohatý letecký magnát Tom Mullen a jeho žena Kate navštíví se svým synem Seanem vědecký veletrh. Sean je ale unesen a držen v bytě únosců, mezi nimiž jsou Maris Connerová (kuchařka pracující pro rodinu), bratři Clark a Cubby Barnesovi a technik Miles Roberts. Celou operaci vede Jimmy Shaker, policista NYPD a Marisin přítel. Únosci pošlou rodičům video se Seanem a požadují výkupné ve výši 2 miliony dolarů. Tom přivolá FBI v čele s agentem Lonniem Hawkinsem. Podezření padne na odborového předáka Jackieho Browna, který sedí ve vězení, ale ten svou vinu popírá a Toma napadne.
FBI připraví plán na doručení výkupného. Tom dorazí na určené místo a setká se s Cubbym, který mu ale odmítne sdělit Seanovu polohu. Během potyčky FBI Cubbymu zastřelí a Tom si uvědomí, že únosci neplánují jeho syna propustit. Rozhodne se obrátit na veřejnost a v televizním vystoupení nabídne 2 miliony dolarů jako odměnu za dopadení únosců – mrtvých či živých. Odměnu zruší jen tehdy, pokud mu vrátí Seana živého a nezraněného.
Shaker naláká Kate na schůzku, kde ji zbije a ukáže jí zakrvácené Seanovo tričko. Tom ale místo výkupného zvýší odměnu na 4 miliony. Po dalším telefonátu, kde Sean křičí o pomoc a je slyšet výstřel, si rodiče myslí, že je mrtvý. Clark a Miles chtějí utéct, ale Shaker oba zastřelí a předstírá, že šlo o přestřelku. Když na něj Maris vystřelí, Shaker ji také zabije. Policie nalezne Seana a zraněného Shakera, kterého považují za hrdinu.
Shaker přijde k Mullenovým domů pro odměnu. Sean ale pozná jeho hlas i mimiku a Tom si uvědomí, že Shaker byl únoscem. Předstírá, že mu peníze dá v bance, a mezitím tajně upozorní FBI. Když odcházejí z banky, policie se pokusí Shakera zatknout, ten ale střílí. V přestřelce ho Tom a Hawkins zastřelí. Policie chce Toma zatknout, ale Hawkins jim to nedovolí. Tom odchází s Kate v bezpečí.

## Obsazení
- Mel Gibson jako Tom Mullen
- Rene Russo jako Kate Mullen, Tomova manželka
- Gary Sinise jako detektiv newyorské policie Jimmy Shaker
- Delroy Lindo jako zvláštní agent FBI Lonnie Hawkins
- Lili Taylor jako Maris Connerová
- Liev Schreiber jako Clark Barnes
- Evan Handler jako Miles Roberts
- Donnie Wahlberg jako „Cubby“ Barnes, Clarkův bratr
- Brawley Nolte jako Sean Mullen, syn Toma a Kate
- Dan Hedaya jako Jackie Brown
- Paul Guilfoyle jako ředitel FBI Stan Wallace
- Michael Gaston jako agent Jack Sickler
- José Zuniga jako David Torres
- Nancy Ticotin jako agentka Kimba Welchová
- John Ortiz jako Roberto
- David Vadim jako policista newyorské policie